# Tarachia nigricans
Tarachia nigricans là một loài thực vật có mạch trong họ Aspleniaceae. Loài này được (Kunze) C. Presl miêu tả khoa học đầu tiên năm 1851.